# Suore canonichesse dello Spirito Santo
Le Suore Canonichesse dello Spirito Santo (in polacco Siostry Kanoniczki Ducha Świętego de Saxia) sono un istituto religioso femminile di diritto pontificio: le suore di questa congregazione pospongono al loro nome la sigla C.S.S.

## Storia

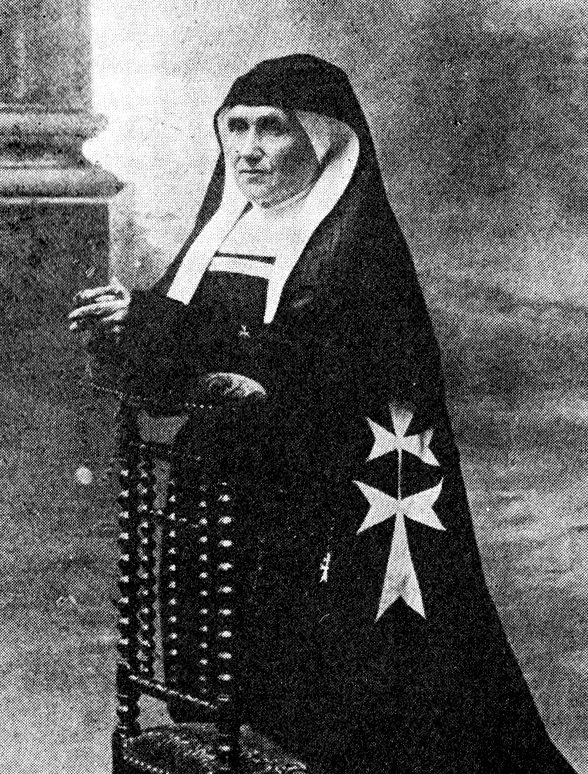
Una canonichessa in abito corale agli inizi del XX secolo.

La congregazione deriva dall'ordine ospedaliero di Santo Spirito in Sassia, fondato da Guido di Montpellier: gli ospedalieri penetrarono in Polonia nel 1220, chiamati dall'arcivescovo di Cracovia Ivo Odrowąż, e si stabilirono inizialmente a Prądnik e poi, nel 1244, a Cracovia, presso l'ospedale di Santa Croce.
L'ordine continuò la sua attività a Cracovia sino alla fine del XVIII secolo, quando il loro noviziato venne chiuso dal primate di Polonia Michał Jerzy Poniatowski; il ramo femminile venne restaurato il 27 ottobre 1851.

## Attività e diffusione
Le Canonichesse dello Spirito Santo si dedicano all'assistenza a invalidi e anziani e all'istruzione e all'educazione cristiana dell'infanzia e della gioventù.
Oltre che in Polonia, sono presenti in Ucraina, in Italia e in Burundi; la sede generalizia è a Cracovia.
Alla fine del 2008 la congregazione contava 217 religiose in 23 case.